# Loc-Eguiner-Saint-Thégonnec
Loc-Eguiner-Saint-Thégonnec (tiếng Breton: Logeginer-Sant-Tegoneg) là một xã của tỉnh Finistère, thuộc vùng Bretagne, miền tây bắc Pháp.

## Dân số
Người dân ở Loc-Eguiner-Saint-Thégonnec được gọi là Éguinériens.